# Edith Thingstrup
Edith Harriet Thingstrup (født 14. december 1968 i Vejen) er en dansk præst, borgerlig debattør.
Thingstrup er uddannet cand.theol. fra Aarhus Universitet i 1995. og har taget en Master of Public Administration ved Copenhagen Business School i 2013. Siden har hun været sognepræst ved Ledøje-Smørum sogne.
Hendes politiske engagement begyndte i 1986, hvor hun meldte sig ind i Venstres Ungdom. I perioden 1996 - 2009 var Thingstrup medlem af byrådet i først Ledøje-Smørum Kommune, senere Egedal Kommune. Her var hun medlem af familieudvalget, sundheds- og forebyggelsesudvalget og socialudvalget. Hun var i 2003 blandt de Venstre-folk, der støttede Søren Pinds 10 liberale tester, der blev fremsat op til Venstres landsmøde. Senere var Thingstrup med til at genfremsætte teserne i 2006, hvor de var langt fra at blive vedtaget.
I 2004 var Thingstrup medstifter af tænketanken CEPOS, hvor hun pr. 2024 stadig sidder i centerrådet. Hun har også været aktiv i Islamkritisk Netværk. Siden 2008 har hun været med i Groft Sagt-panelet i Berlingske. Hun deltog også i Smagsdommerne på DR2.
Edith Thingstrup er tillige tilknyttet Hospice Søndergård som præst fra 2023.
Tidligere var Edith Thingstrup gift med Christopher Arzrouni, men parret er i dag skilt.